# Braune Mosaikjungfer
Die Braune Mosaikjungfer (Aeshna grandis) ist eine Libellenart aus der Familie der Edellibellen (Aeshnidae). Es handelt sich um eine sehr große Libelle mit einer Flügelspannweite von maximal 10,5 Zentimetern, die auffallend braun gefärbt ist – einschließlich der Flügel.

## Merkmale

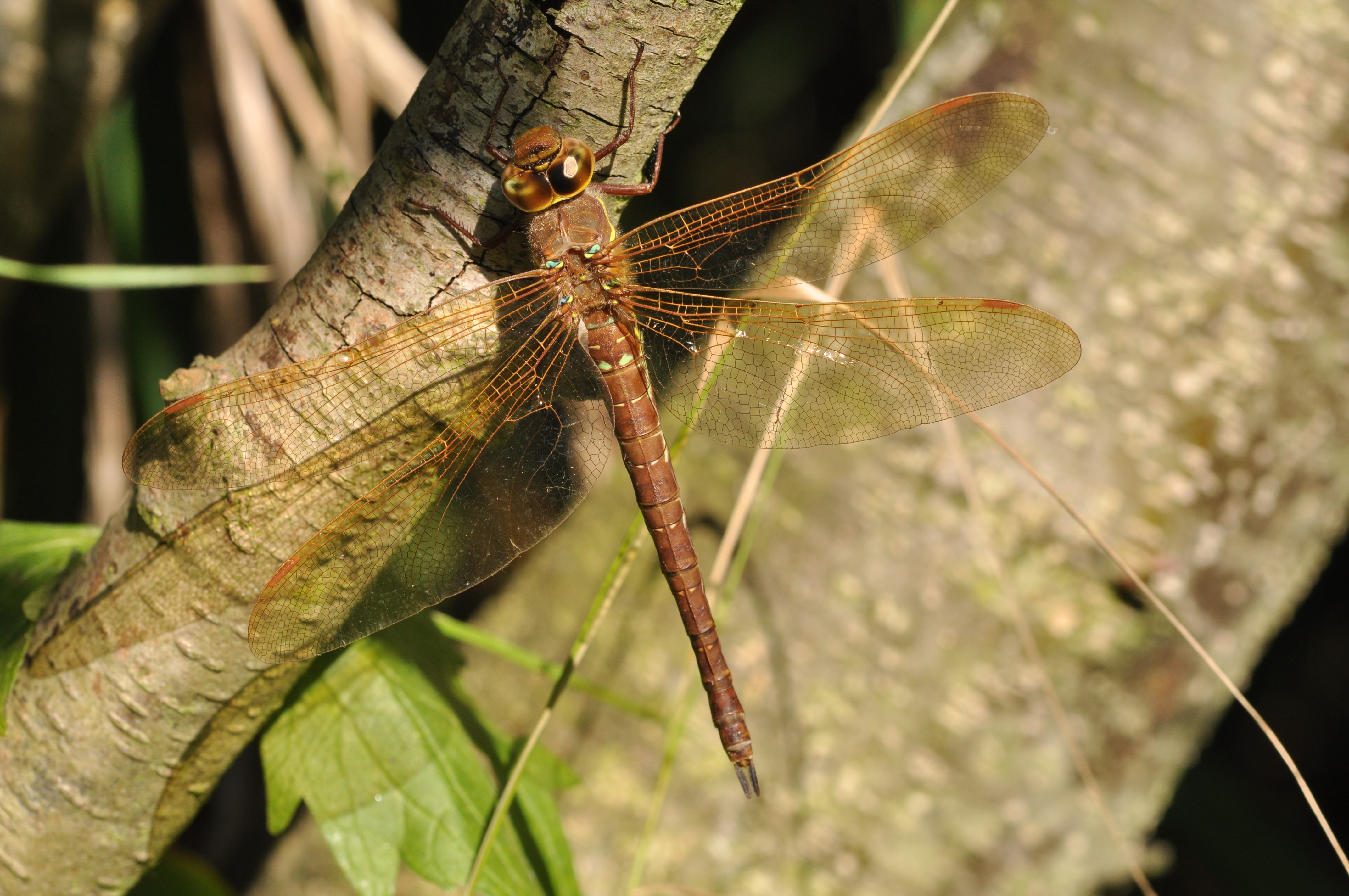
Weibchen ruht am Ast einer Erle

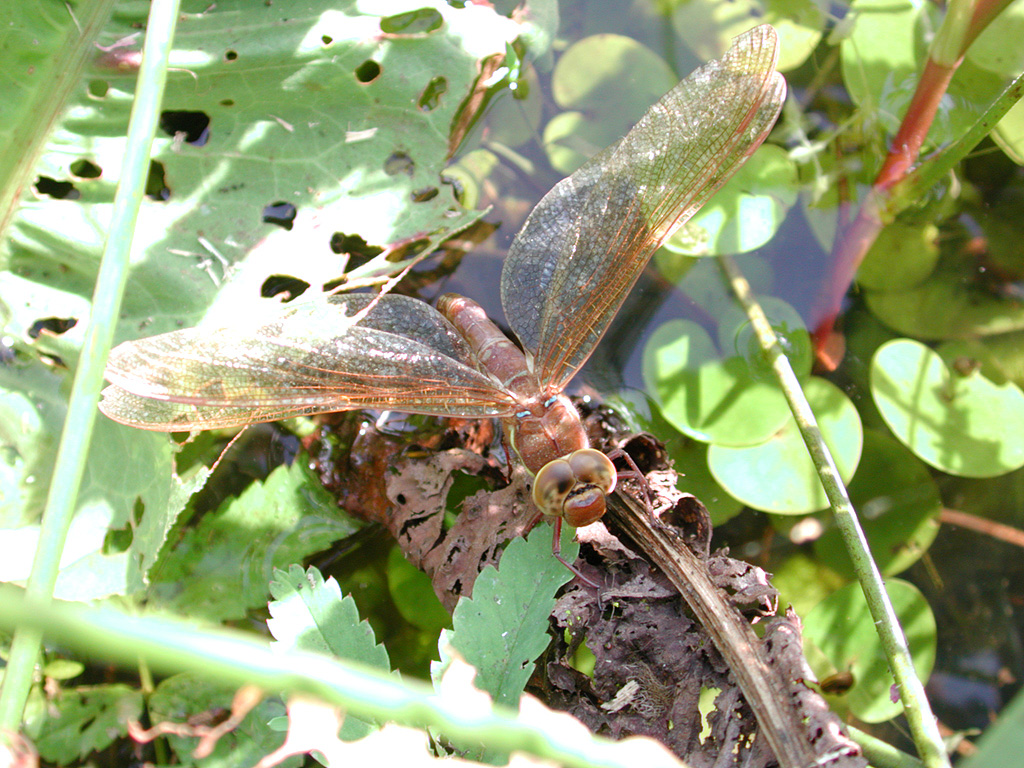
Weibchen bei der Eiablage

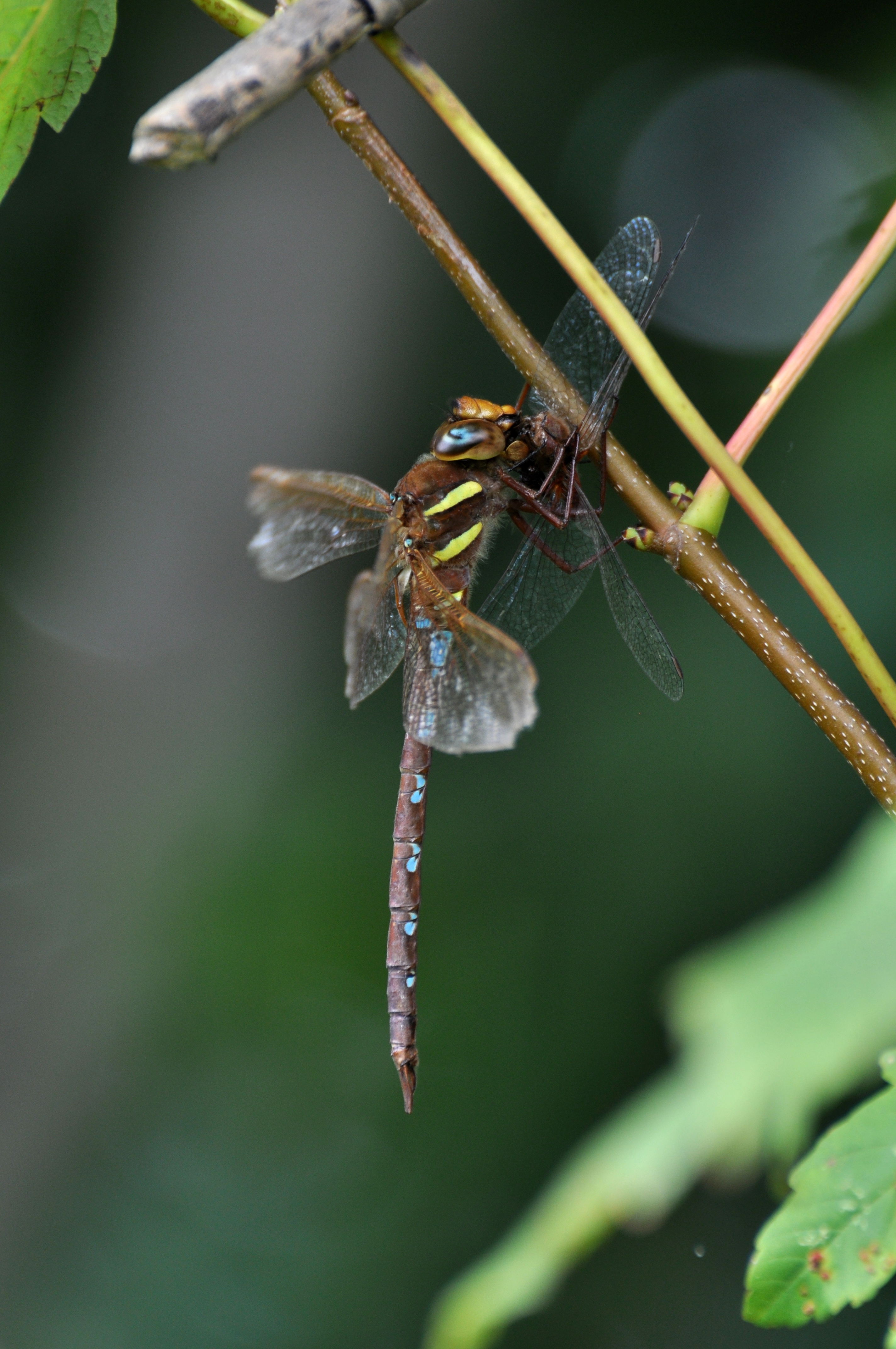
Männchen frisst eine Heidelibelle

Die Braune Mosaikjungfer erreicht Flügelspannweiten von 9,5 bis 10,5 Zentimetern und bleibt damit nur etwas kleiner als die Blaugrüne Mosaikjungfer (Aeshna cyanea) und die Große Königslibelle (Anax imperator). Der gesamte Körper der Braunen Mosaikjungfer besitzt einen braunen Grundton und, beim Männchen, eine blaue Zeichnung. Männchen haben außerdem blau schimmernde Augen und sind im Vergleich mit den Weibchen am oberen Abdomen tailliert. Im Gegensatz zu der farblich ähnlichen Keilfleck-Mosaikjungfer (Aeshna isoceles) mit glasklaren Flügeln sind bei ihr auch die Flügel braun gefärbt. Letztere trägt zudem auf der Rückenseite des zweiten Abdomenabschnittes eine keilförmige Zeichnung.

## Lebensweise
Die Braune Mosaikjungfer ist in den Monaten Juli bis September an Teichen und Seen anzutreffen. Die Männchen fliegen oft sehr weite Strecken ohne Flügelschlag im Gleitflug über die Wasseroberfläche sowie entlang des Ufers und setzen sich gelegentlich kurz in Bodennähe auf Zweige ab. 
Die Paarung der Tiere beginnt am Wasser und wird auf Zweigen in Bodennähe am Ufer beendet. Die Weibchen stechen ihre Eier in schwimmende und abgestorbene Pflanzenteile auf dem Wasser oder kurz unter der Wasseroberfläche ein.

## Larvenentwicklung
Die Eier werden relativ spät gelegt und überwintern als solche, die Larven schlüpfen erst im darauf folgenden Jahr. Die Larvalentwicklung dauert zwei bis drei Jahre. Die Larven sind relativ träge und verbringen die meiste Zeit verborgen in Wasserpflanzen.